# کرکوان
کرکوان (به عربی: کرکوان) یک محوطه باستانی در تونس است که در استان نابل واقع شده‌است.